# Gabriel de Oliveira
Jose Gabriel de Oliveira Neto (* 3. März 1998 in Santa Amaro) ist ein deutsch-brasilianischer Basketballspieler.

## Laufbahn
Der gebürtige Brasilianer begann im Alter von zwölf Jahren in Iserlohn mit dem Basketballsport und wurde als Jugendlicher maßgeblich von Matthias Grothe gefördert. Von 2013 bis 2019 stand er in der Herrenmannschaft der Iserlohn Kangaroos (die meiste Zeit in der 2. Bundesliga ProB), im Sommer 2019 verließ er den Drittligisten und wurde vom Bundesligisten Telekom Baskets Bonn unter Vertrag genommen. Die Bonner statteten ihn mit einem Zweitspielrecht für den Regionalligisten Dragons Rhöndorf aus. Sein erstes Bundesligaspiel für Bonn bestritt de Oliveira Anfang Oktober 2019 gegen Frankfurt. Er wurde von den Bonnern insgesamt in 25 Bundesligaspielen eingesetzt.
Im Sommer 2021 wechselte er zum Zweitligisten Rostock Seawolves und trug in der Saison 2021/22 zum Aufstieg der Mannschaft in die Basketball-Bundesliga bei. Am 2. Januar 2023 gaben die Rostocker die Vertragsauflösung mit de Oliveira bekannt. Für die Hansestädter lief der Deutsch-Brasilianer in der Bundesliga-Saison 2022/23 in insgesamt acht Begegnungen auf und erzielte im Durchschnitt 4,1 Punkte pro Spiel. Noch am selben Tag seines Abgangs aus Rostock stellte Zweitligist Bayer Giants Leverkusen ihn als Neuzugang vor. Er musste mit Leverkusen den Abstieg hinnehmen, zur Saison 2023/24 wechselte de Oliveira zum Zweitliganeuling EPG Baskets Koblenz. In Koblenz war er Stammspieler, kam auf einen Mittelwert von 10,4 Punkte je Begegnung. Mit diesem Wert war de Oliveira im Spieljahr 2023/24 der beste deutsche Korbschütze der Mannschaft.
Er verließ Koblenz nach einem Spieljahr und schloss sich dem Bundesliga-Absteiger Crailsheim Merlins an.